# Novo Mjesto
 Novo Mjesto  falu Horvátországban, Zágráb megyében. Közigazgatásilag Szentivánzelinához tartozik.

## Fekvése
Zágrábtól 30 km-re északkeletre, községközpontjától  4 km-re keletre, az A4-es autópálya mellett fekszik.

## Története
A települést 1422-ben bisági Kastellánffy János birtokaként említik először, de román kori kápolnája alapján feltételezhető, hogy ennél sokkal régebbi. 1450-ben személynévben szerepel „Franciscus de Novo Loco” alakban. 
1857-ben 160, 1910-ben 163 lakosa volt. Trianonig Zágráb vármegye Szentivánzelinai járásához tartozott. 2001-ben 140 lakosa volt. 

## Lakosság
| Lakosság változása | Lakosság változása | Lakosság változása | Lakosság változása | Lakosság változása | Lakosság változása | Lakosság változása | Lakosság változása | Lakosság változása | Lakosság változása | Lakosság változása | Lakosság változása | Lakosság változása | Lakosság változása | Lakosság változása |
| ------------------ | ------------------ | ------------------ | ------------------ | ------------------ | ------------------ | ------------------ | ------------------ | ------------------ | ------------------ | ------------------ | ------------------ | ------------------ | ------------------ | ------------------ |
| 1857               | 1869               | 1880               | 1890               | 1900               | 1910               | 1921               | 1931               | 1948               | 1953               | 1961               | 1971               | 1981               | 1991               | 2001               |
| 160                | 104                | 104                | 138                | 156                | 163                | 180                | 178                | 188                | 192                | 184                | 179                | 153                | 149                | 140                |

## Nevezetességei
Szent Péter és Pál apostolok tiszteletére szentelt kápolnája a zelinai térség legrégibb szakrális építménye. Építési ideje ismeretlen, de román stíluselemei alapján a 13. században már állnia kellett. A román korból még mindig láthatók a tartóoszlopok, valamint a szentély és a hajó déli oldalának román stílusú ablakai. A kápolnát a 14. és 16. század között többször kifestették, de a falfestményekből csak töredékek maradtak. Így a hajó déli oldalán két kép az utolsó ítéletről, valamint keleti falon a templom védőszentjéről. Különösen érdekes a diadalív képe a Jessze fája, mely Jézus származásának ábrázolása. A fa gyökerében Dávid király atyja Jessze látható, amint a felette ábrázolt dicsőséges utódaira tekint. Belőle nő ki a családfa, melynek vörösre festett hajtásain találhatók Jézus ősei Izrael királyai, amint a fa koronájára, a megváltóra mutatnak. A kápolna berendezéséből különösen a Szűz Mária oltár értékes, ismeretlen mester műve a 17. század közepéről. Az oltáron látható a zelinai plébánia legrégibb fennmaradt oltárképe Szűz Mária a gyermek Jézussal. Legértékesebb kincsei egy 1681-ben készített talpas feszület és egy 1690-ben készített ónedény.

## Külső hivatkozások
- Szentivánzelina község hivatalos oldala
- A szentivánzelinai turisztikai egyesület honlapja
- Ivan Kalinski: Ojkonimija zelinskoga kraja (Zagreb, 1985.) (horvátul)